# Eli Louhenapessy
Elijah Jeremias Johannes ("Eli") Louhenapessy (Amsterdam, 14 oktober 1976) is een Nederlands voetballer.
Louhenapessy is van Molukse afkomst en doorliep de jeugdopleiding bij DWS en Ajax. Hij wist er echter niet door te breken als spelverdelend middenvelder. Hij heeft onder coach Louis van Gaal één wedstrijdhelft met het eerste elftal gespeeld in het seizoen 1996/1997. Hij speelde de eerste helft tegen NAC Breda, waarna hij werd vervangen door Tijani Babangida. Na één seizoen vertrok hij bij Ajax en verhuisde naar Italië.
Louhenapessy kwam via Mino Raiola onder contract te staan in de Serie A bij Udinese, waar hij voor vier jaar tekende. Voor Udinese zou hij slechts in een bekerwedstrijd in actie komen. Hij werd in deze periode verhuurd aan Genoa CFC waar hij 12 wedstrijden speelde. Later werd hij anderhalf seizoen lang uitgeleend aan het Nederlandse De Graafschap. Hij speelde er slechts twee wedstrijden. Hij speelde nog vijf wedstrijden voor Salernitana en daarna liep zijn contract af. Hij speelde vervolgens bij het Oostenrijkse SW Bregenz. Na negen wedstrijden in Oostenrijk beëindigde hij zijn actieve loopbaan als profvoetballer. Op amateurniveau bleef hij spelen in Italië met uitzondering van een kort verblijf in de Serie C1 bij Carrarese Calcio. Ook na zijn spelersloopbaan bleef hij in Italië.

## Loopbaan
- 1996/97  AFC Ajax
- 1997/01  Udinese Calcio
  - 1998  Genoa CFC (huur)
  - 1999/00  De Graafschap (huur)
  - 2001  Salernitana Calcio (huur)
- 2001/02  SW Bregenz
- 2002/03  SP Tamai
- 2003  Sevegliano
- 2004  Carrarese Calcio
- 2004/05  Pozzuolo del Friuli
- 2005/06  San Daniele del Friuli
- 2006/08  Aurora Buonacquisto
- 2008/09  Buttrio
- 2009/11  Aurora Buonacquisto